# Herbert Wirth
Herbert Wilhelm  Wirth (ur. 3 grudnia 1956 w Żarowie) – polski inżynier, geolog, menedżer, profesor nauk inżynieryjno-technicznych, były prezes zarządu KGHM Polska Miedź.

## Życiorys
Ukończył studia magisterskie na Akademii Górniczo-Hutniczej w Krakowie ze specjalnością w zakresie geologii złóż rud i geologii matematycznej. Po studiach doktoranckich na tej samej uczelni uzyskał stopień doktora nauk technicznych. Następnie habilitował się w dziedzinie nauk technicznych na Wydziale Geoinżynierii, Górnictwa i Geologii Politechniki Wrocławskiej. W 2019 otrzymał tytuł profesora nauk inżynieryjno-technicznych.
W latach 1981–1991 pracował w przedsiębiorstwie geologicznym we Wrocławiu. Od 1990 był nauczycielem matematyki i języka niemieckiego w Szkole Podstawowej nr 37 we Wrocławiu. Między 1992 a 1998 był zatrudniony w firmach zajmujących się analizami geologicznymi. Z KGHM zawodowo związany od 1998, gdy zaczął pracę w Centrum Badawczo-Projektowym Miedzi „Cuprum”.
W 2008 prezes KGHM Polska Miedź Mirosław Krutin mianował go na wiceprezesa ds. górnictwa. W 2009 został p.o prezesa, a następnie w tym samum roku prezesem zarządu spółki akcyjnej KGHM Polska Miedź. Został również przewodniczącym rady nadzorczej Centrum Badawczo-Rozwojowe KGHM Cuprum, a także przewodniczącym rady dyrektorów KGHM International. Prezesem zarządu koncernu KGHM Polska Miedź był do 2016. Objął stanowisko profesora na Politechnice Wrocławskiej.
Jest współtwórcą think tanku Poland Go Global. Członek prezydium Komitetu Górnictwa Polskiej Akademii Nauk. W 2011 został członkiem Królewskiej Szwedzkiej Akademii Nauk Inżynieryjnych.

## Odznaczenia i wyróżnienia
Odznaczony Odznaką Honorową „Bene Merito” (2012), Złotym Krzyżem Zasługi (2013), chilijskim Krzyżem Komandorskim Orderu Bernardo O’Higginsa (2014), Krzyżem Kawalerskim Orderu Odrodzenia Polski (2015).
W 2013 otrzymał Perłę Honorową Polskiej Gospodarki (w kategorii gospodarka), a w 2014 Złotą Odznakę Honorową Zasłużony dla Województwa Dolnośląskiego. Umieszczany na liście „top menedżerów” magazynu „Bloomberg Businessweek Polska”. Uhonorowany tytułem doktora honoris causa Uniwersytetu Ekonomicznego we Wrocławiu oraz Akademii Górniczo-Hutniczej w Krakowie.
W 2011 kierowane przez niego przedsiębiorstwo KGHM Polska Miedź otrzymało nagrodę Fray International Sustainability Award w Meksyku za osiągnięcia i inwestycje na rzecz zrównoważonego rozwoju.